# 松江イングリッシュガーデン前駅
松江イングリッシュガーデン前駅（まつえイングリッシュガーデンまええき）は、島根県松江市西浜佐陀町に位置する一畑電車北松江線の駅である。駅番号は21。
駅舎には島根県立松江ろう学校の美術部が制作した絵が飾られている。

## 歴史
1964年に浜佐陀駅と古曽志駅を統合して誕生した。ただし古曽志駅移転の扱いである。開業以来40年近くの間、古江駅を名乗り、駅前のスーパー等は現在でも店名に「古江」を冠している。

### 年表
- 1928年（昭和3年）4月5日：許曽志駅（こそしえき）として開業。
- 1946年（昭和21年）以降：古曽志駅（読み方は変わらず）に改称。
- 1964年（昭和39年）4月1日：移転のうえ古江駅（ふるええき）に改称。
- 1966年（昭和41年）9月1日：業務委託化[1]。
- 1995年（平成7年）10月1日：無人駅化[1]。
- 2001年（平成13年）4月2日：ルイス・C.ティファニー庭園美術館前駅に改称。
- 2006年（平成18年）4月1日：一畑電気鉄道の持株会社移行に伴い、新設の一畑電車株式会社が鉄道事業を承継。
- 2007年（平成19年）5月21日：松江イングリッシュガーデン前駅に改称。

### 駅名について

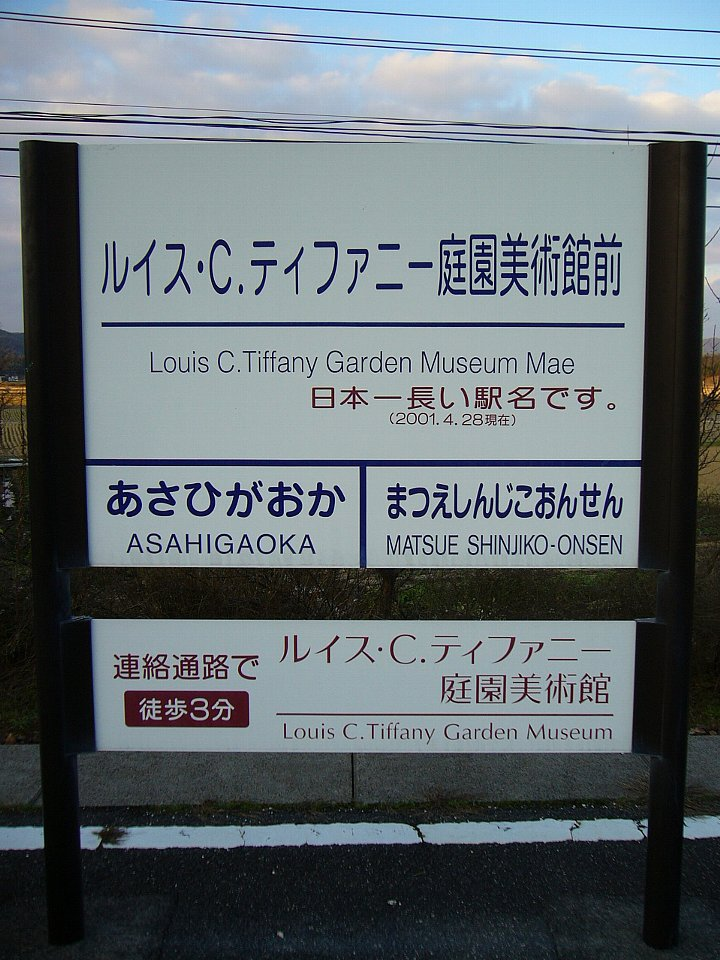
改称前の駅名標（2007年1月）

2001年、当駅近くにルイス・C・ティファニー庭園美術館がオープンしたのにあわせ、それまでの「古江」（ふるえ）駅から「ルイス・C．ティファニー庭園美術館前」（るいすしーてぃふぁにーていえんびじゅつかんまえ）駅に改称した。正式表記で18文字、読み仮名が23文字となるこの駅名は、南阿蘇鉄道高森線の「南阿蘇水の生まれる里白水高原駅」および鹿島臨海鉄道大洗鹿島線の「長者ヶ浜潮騒はまなす公園前駅」（いずれも読み仮名22文字）を抜いて「日本一長い駅名」となった。当時は車内放送や車内運賃表の次駅表示、整理券では「ティファニー庭園美術館前」「庭園美術館前」と省略された形で案内されていた。
しかし、美術館は2007年3月31日限りで閉館し、付属していた松江イングリッシュガーデンのみが残った。このため駅名も変更を余儀なくされ、同年5月21日付で「松江イングリッシュガーデン前」駅（正式表記14文字、読み仮名16文字）に再度改称された。これに伴い、「日本一長い駅名」は再び南阿蘇水の生まれる里白水高原駅と長者ヶ浜潮騒はまなす公園前駅に戻った。
2021年現在、日本一長い駅名は富山地方鉄道富山軌道線呉羽線のトヨタモビリティ富山 Gスクエア五福前（五福末広町）停留場（2021年1月1日改称）で、読み32文字、表記26文字（「山」と「G」の間のスペースを除くと25文字）である。これは、当駅の旧称の文字数を上回っている。

## 駅構造
島式ホーム1面2線を有する地上駅。無人駅である。構内の配線は一線スルー方式となっており、ホームへは西側の構内踏切から直接出入りする。

## 利用状況
1日平均の乗降人員は以下の通り。
| 年度   | 1日平均 乗車人員 | 1日平均 乗降人員 |
| ------ | ---------------- | ---------------- |
| 1999年 | 56               | 134              |
| 2000年 | 58               | 114              |
| 2001年 | 73               | 142              |
| 2002年 | 27               | 57               |
| 2003年 | 34               | 69               |
| 2004年 | 34               | 77               |
| 2005年 | 80               | 149              |
| 2006年 | 83               | 161              |
| 2007年 | 78               | 156              |
| 2008年 | 90               | 172              |
| 2009年 | 75               | 140              |
| 2010年 | 68               | 127              |
| 2011年 | 52               | 113              |
| 2012年 | 51               | 104              |
| 2013年 | 74               | 149              |
| 2014年 | 65               | 137              |
| 2015年 | 62               | 137              |
| 2016年 | 53               | 114              |
| 2017年 | 51               | 114              |
| 2018年 | 50               | 103              |
| 2019年 | 56               | 109              |
| 2020年 | 36               | 71               |
| 2021年 | 44               | 85               |

## 駅周辺

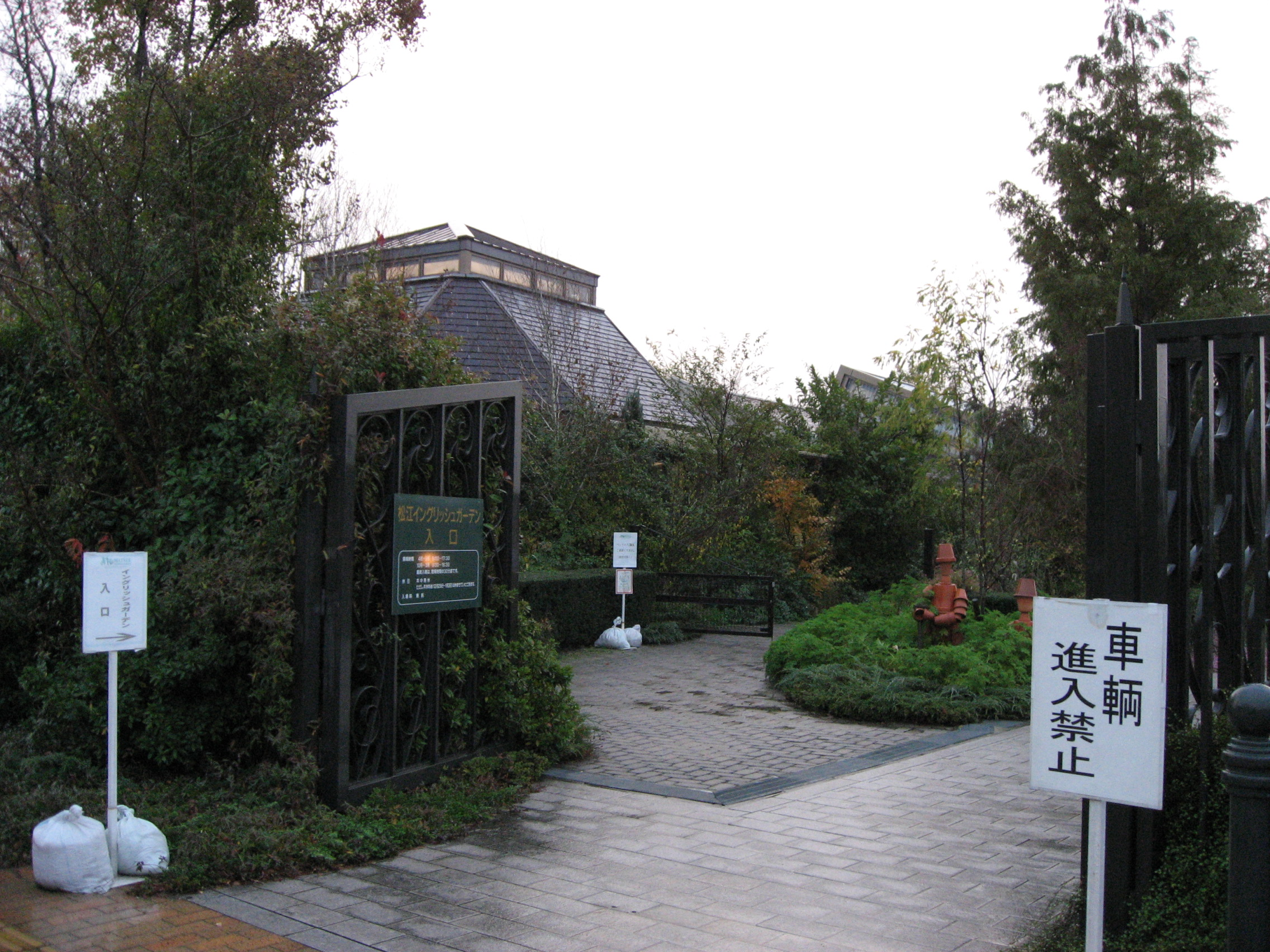
松江イングリッシュガーデン

- 松江イングリッシュガーデン
- エコロふるえ
- 島根県警察学校
- 島根県立盲学校
- 澤田学園学生会館
- 宍道湖
- 国道431号
- 松江市立古江小学校
- 古江郵便局
- Aコープ ふるえ店

### バス路線
イングリッシュガーデン前
- 松江市バス
  - [10] 松江駅
  - [35/37] 授産センター

## 隣の駅
一畑電車
■北松江線
■特急「スーパーライナー」（平日朝下り1本のみ運転）
通過
■急行（大社線直通）
秋鹿町駅（18）- 松江イングリッシュガーデン前駅（21）- 松江しんじ湖温泉駅（22）
■急行（平日夕方上り1本のみ）・■普通
朝日ヶ丘駅（20）- 松江イングリッシュガーデン前駅（21）- 松江しんじ湖温泉駅（22）